# 龍が如く7外伝 名を消した男
『龍が如く7外伝 名を消した男』（りゅうがごとくセブンがいでん なをけしたおとこ、英題：Like A Dragon Gaiden: The Man Who Erased His Name）は、セガより2023年11月9日に発売のゲームソフト。PS5、PS4、XBOX Series X/S、Steamにて販売。龍が如くシリーズの一作品。

## 概要
時系列としては『龍が如く7』とほぼ同時期であり、『龍が如く6』にて「死んだことになっている」桐生一馬が本編の裏で巻き込まれた出来事を描く。
メインゲストとして俳優の本宮泰風、山口祥行、歌手のファーストサマーウイカ、モデルのキム・ジェウクが出演する。
本宮、山口は本作と同じく任侠がテーマのビデオシリーズ「日本統一」にてダブル主演している。なお、日本統一とのコラボレーションというわけではなく、本宮演じる獅子堂は”暴れん坊”、山口演じる鶴野は”知的”と、それぞれ普段演じている役柄とは対照的なキャラクターを新たに演じている。また、日本統一の主要メンバー「山崎一門」がモブとして出演している。
また、今作の発表に先駆けて行われた「生キャバ嬢オーディション」合格者5名がゲーム内に登場する。なお、メインゲストであるウイカも事務所には内密にオーディションにエントリーしていたが、同時期にメインゲストとしてのオファーが事務所にあり、生キャバ嬢オーディション自体は不合格ではあったが出演することとなった。
本編シリーズでは初めて東京・神室町が舞台として登場せず、メインの舞台は大阪・蒼天掘。横浜・伊勢佐木異人町も一部探索可能。なお、本作は『8』の開発中に企画が立ち上がったタイトルであり、収録も本作が後に行われた。
再び桐生を起用した理由としては、『7』から始めたプレイヤーに桐生一馬というキャラクターを知ってもらうため、過去作を知らなくても入り込めるようにしているためであると述べている。また、これまで繋がりはないとされていた『JUDGE EYES』シリーズから海藤正治がサブストーリーに登場する。
これまで3Dモデリングだったキャバクラシーンがシリーズで初めて4K解像度での実写映像となった。そのことで、ムービー容量の77%がキャバクラ関係を占めていると龍が如くスタジオ技術責任者の伊東豊が明かしている。また、グラフィック面でも街を歩く人達の数がシリーズ最多になるなどした。
PS5限定の要素として、PS4版のデータをPS5へ引き継ぎが可能になっている。ただし、龍が如くシリーズ恒例の過去作データ引継ぎによる特典は存在しない。

## 登場人物
主人公
桐生一馬（声 - 黒田崇矢）
主人公の協力者
花輪喜平（声 - 東地宏樹）
赤目（演 - ファーストサマーウィカ）
大道寺一派
住職（声 - 塾一久）
吉村（声 - かぬか光明）
主任（声 - 中博史）
渡瀬組
渡瀬勝（声 - 西凜太朗）
鶴野裕樹（演 - 山口祥行）
獅子堂康生（演 - 本宮泰風）
近江連合
三代目西谷誉（演 - キム・ジェウク）
天童陽介（声 - 田中美央）
荒川真澄
東城会
真島吾朗（声 - 宇垣秀成）
冴島大河（声 - 小山力也）
堂島大吾（声 - 徳重聡）
春日一番（声 - 中谷一博）
その他
澤村遥（声 - 釘宮理恵）
澤村遥勇
太一
綾子
海藤正治
東徹
杉浦文也
足立宏一
難波悠
向田紗栄子
ハン・ジュンギ
趙天佑
荻久保豊の孫娘

## ゲームシステム
ジャンルがコマンド選択型RPGとなっていた『7』に対して、操作キャラクターが桐生一馬のみとなっている本作では『6』までと同様のアクションアドベンチャー方式のシステムとなっている。加えて、バトルスタイルが「応龍」と「エージェント」という2つのシステムで操作可能である。

### 応龍
桐生本来の戦闘スタイル。従来通りの戦闘スタイルの他、ボタンを押し続ける事で威力を増す「タメ攻撃」が追加されている。

### エージェント
古今東西の格闘術を取りいれた大道寺一派秘伝の武術「大道寺式 活殺術」と「ガジェット」という4つの装備を併用した戦法を使うスタイル。応龍とは逆に手数を主にしたスタイルとなっており、ガジェットをボタン長押しする事で発動する。
蜘蛛
腕からワイヤーを射出し、敵を拘束する。捕らえた敵を振り回したり、敵から武器を奪うといった戦法も可能。戦闘以外でも、手の届かない場所に置いているアイテムを入手するのにも重宝する。
蜂
AIを搭載した戦闘用ドローンを召喚する。ドローンは敵目掛けて飛んでいき、敵の動きを妨害する動きを取る。
蛍
タバコ型爆弾を投げる。爆弾は一定時間経過で爆発し、複数個投げつけて誘爆させることも可能。
蛇
靴に搭載したジェットエンジンによる高速移動。発動中は動作そのものが突進攻撃になる他、他のガジェットとの併用も可能。

### アルティメットカウンター
ボス格の敵に対する反撃手段。

## 劇中の主な用語
大道寺一派
『6』に登場した日本の政財界を牛耳るフィクサー・大道寺稔が創設した秘密組織。公的には死亡扱いとなった桐生が身を寄せる唯一の居場所となっている。
キャッスル
人目を避けた海域に浮かぶ謎のコンテナ船。その正体は、近江連合が運営する指折りのVIPだけが立ち入ることを許される大人のアミューズメントパーク。名前の通り大阪城を模したシンボルが聳え立っており、船上にはキャバクラやカジノ、闘技場などといった非合法なプレイスポットが建ち並ぶ。鬼仁会の組員がキャッスルのスタッフを担当している。